# HP Integrated Lights-Out
Integrated Lights-Out, of iLO, is een ingebouwde servermanager die alleen beschikbaar is voor Hewlett-Packard-producten. De techniek lijkt erg op de Lights out management (LOM) van andere bedrijven.
iLO wordt gebruikt voor het beheren van een server op afstand. Het apparaat is verbonden met een netwerk door een speciale Ethernetport (iLO-port). De meeste Proliant-servers met versie 300 of hoger hebben standaard een iLO-port op het moederbord zitten. De iLo-controller moet eerst worden geactiveerd op de machine zelf. Dit wordt gewoonlijk gedaan door op F8-toets te drukken tijdens de POST. De iLO-controller kan worden ingesteld op DHCP of een statisch IP-adres, wat handiger is voor een server. Er moet ook een gebruikersaccount worden aangemaakt om de iLO mee aan te sturen. Door het IP-adres van de iLO-controller in te vullen in een browser kan de server gemakkelijk worden bestuurd. De webserver maakt gebruik van een https-verbinding met eventueel een geldig certificaat.

## Functies
iLO maakt het mogelijk om de server in de gaten te houden en vanaf afstand te besturen. Omdat de iLO-kaart een eigen netwerkpoort heeft kan men het iLO-netwerk zowel virtueel – met VLANs – als fysiek scheiden van het servernetwerk, wat zowel redundantie als veiligheid biedt.
Mogelijke opties zijn:
- De server opnieuw opstarten
- De server starten, zelfs als de server uit is
- Een cd/dvd starten die zich in de server bevindt
- Logbestanden bekijken

Met de 'Advanced license' is het mogelijk om:
- Het beeldscherm over te nemen
- Het systeem vanop afstand te besturen

## Geschiedenis
Compaq creëerde verschillende andere Lights Out Management producten voordat iLO ontstond. Voordat iLO bestond was de Remote Insight Board (RIB), alleen beschikbaar als een EISA- of PCI-uitbreidingskaart. RIB werd vervangen door RiLOE (Remote Insight Light-Out Edition), dat alleen beschikbaar was voor PCI. De oorspronkelijke RiLOE werd vervangen door RiLOE II. HP stopte met de productie van RiLOE II in 2006.
iLO 2 is beschikbaar op alle nieuwe ProLiant 300/500/blade-servermodellen. iLO 2 gebruikt 'hardware acceleration' voor het weergeven van beeld en het versleutelen van het netwerk. Het resultaat is aanzienlijk verbeterd wat betreft de grafische prestaties.
Voor een aantal van de servers uit de 100-serie is er een "Lights Out 100"-optie, die beperkte functionaliteiten heeft.

## iLO Versies
Versie 1.60 introduceerde de "ILO Shared Network Port", die het mogelijk maakt om een systeem op afstand te besturen over een NIC in plaats van de 'dedicated management port'. De iLO firmware-versie voor eerdere Proliant servers is 1.96, uitgebracht op 30 april 2014.
Verschillende nieuwere generaties van iLO bestaan, elke generatie aangewezen door een enkel cijfer ("iLO 2"). Sommige generaties van iLO zijn onderverdeeld in edities, gebaseerd op welke mogelijkheden gelicenseerd zijn. iLO bevat updatebare besturing software, waar periodisch updates voor verschijnen (Zie SW & FW in onderstaande tabel).
| Naam  | Servers                                                     | SW & FW       | Laatste Besturings Software             | Opmerkingen                                                                        |
| ----- | ----------------------------------------------------------- | ------------- | --------------------------------------- | ---------------------------------------------------------------------------------- |
| iLO   | ProLiant G2, G3, G4, en G6 servers, model nummers onder 300 | ondersteuning | 1.96 uitgebracht op 30 april 2014       |                                                                                    |
| iLO 2 | ProLiant G5 and G6 servers, model nummers 300 en hoger      | ondersteuning | 2.33 uitgebracht op 30 maart 2018       |                                                                                    |
| iLO 3 | ProLiant G7 servers                                         | ondersteuning | 1.94 uitgebracht op 17 December 2020    |                                                                                    |
| iLO 4 | ProLiant Gen8 en Gen9 servers                               | ondersteuning | 2.78 uitgebracht op 7 Mei 2021          | Besturing via Java, HTML5, .NET of mobiele applicatie                              |
| iLO 5 | ProLiant Gen10 servers                                      | ondersteuning | 2.35(a) uitgebracht op 24 Februari 2021 | Besturing via (modern) web browser mogelijk zonder externe applicaties (via HTML5) |

(Bovenstaande tabel en informatie zijn vertaald vanuit de engelstalige pagina, deze pagina was in het verleden meer up-to-date en kan dus 'nu' meer informatie bevatten, de meest recente versies of ontwikkelingen rondom iLO zijn te vinden via de HP/HPE website of HP distributeur/partner)